# 愚行錄
《愚行錄》，由石川慶執導，妻夫木聰主演的日本電影，改編自貫井德郎所著於2006年發行的同名犯罪小說。本片為第73屆威尼斯國際影展地平線單元的入選作品，亦是日本唯一一部入選的長片，2017年2月18日日本上映，4月於臺灣金馬奇幻影展「東瀛狂想」單元和香港國際電影節限定上映；同年於6月9日全台上映。

## 劇情概要
某日，一處寧靜的住宅區發生了一宗兇殺案件。被害者田向浩樹（小出惠介 飾）是在知名建築公司工作的白領上班族。其妻友季惠（松本若菜 飾）為一名性格溫和且受鄰居歡迎的氣質美女。夫妻倆與女兒經常一同出門購物，是人人稱羨的「理想家庭」。案發當天，田向的屍體在家中的一樓被發現，而妻子友季與女兒則是陳屍於二樓的臥室，一家三口被殺害，此事件引發了關注。
一年後，此案的案情仍毫無進展。八卦雜誌記者田中（妻夫木聰 飾）決定重新調查事件真相，而開始採訪當年事件關係者。然而，過程中令人無法想像的事實，卻逐漸的浮出水面......。

## 演員陣容
- 田中武志：妻夫木聰
- 田中光子：滿島光
- 田向浩樹：小出惠介
- 宮村淳子：臼田麻美（日语：臼田あさ美）
- 稻村惠美（田向的前女友）：市川由衣
- 夏原友季惠（田向妻子）：松本若菜
- 尾形孝之（宮村前男友）：中村倫也
- 渡邊正人（田向的同事）：眞島秀和
- 橘美紗子（律師）：濱田麻里（日语：濱田マリ）
- 杉田茂夫（心理醫生）：平田滿（日语：平田満）

## 製作團隊
- 原作：貫井德郎
- 編劇：向井康介
- 配樂：大間間昂（日语：大間々昴）
- 導演：石川慶
- 製作：Office北野
- 發行：日本華納兄弟

## 外部連結
官方
- 電影官方網站 （页面存档备份，存于）（日語）
- 愚行錄的X（前Twitter）（日語）
- 愚行錄的Facebook專頁（日語）
- 電影官方預告 （页面存档备份，存于）

影劇資料庫
- 互联网电影数据库（IMDb）上《愚行錄》的资料（英文）
- eiga.com資料 （页面存档备份，存于）
- 豆瓣电影上《愚行錄》的資料 （简体中文）
- 開眼電影網上《愚行錄》的資料（繁體中文）